# Chambon-sur-Cisse
Chambon-sur-Cisse is een plaats en voormalige gemeente in het Franse departement Loir-et-Cher in de regio Centre-Val de Loire en telt 742 inwoners (1999). De plaats maakt deel uit van het arrondissement Blois.

## Geschiedenis
Orchaise maakte deel uit van het kanton Herbault totdat dit op 22 maart 2015 werd opgeheven en de gemeenten werden opgenomen in het op die dag gevormde kanton Onzain. Op 1 januari 2017 ging de gemeente op in de commune nouvelle Valencisse die een jaar eerder was ontstaan door de fusie van Molineuf en Orchaise.

## Geografie
De oppervlakte van Chambon-sur-Cisse bedraagt 12,6 km², de bevolkingsdichtheid is 58,9 inwoners per km².
De onderstaande kaart toont de ligging van Chambon-sur-Cisse met de belangrijkste infrastructuur en aangrenzende gemeenten.

## Demografie
Onderstaande figuur toont het verloop van het inwonertal (bron: INSEE-tellingen).